# 西部老虎
西部老虎是以內西區和西雪梨為根據地的澳洲職業聯盟式橄欖球隊。 自1999年全国橄榄球联赛（NRL）赛季结束时成立以来，他们一直作为巴尔曼老虎队和西郊喜鹊队之间的合资俱乐部，参加全国橄榄球联盟的比赛。 西部老虎在2000年NRL赛季开始比赛，他们首次在2005年总决赛胜利。它是仅有的在决赛中从未尝过败绩的两个俱乐部之一，该俱乐部还在2004年赢得了世界七人榄球赛的胜利。

## 历史

### 背景
在澳大利亚，橄榄球联赛的比赛始于1908年。有9支来自悉尼地区的球队参加了新南威尔士杯超级联赛（NSWRL），其中两支球队是位于巴尔曼和西部郊区的俱乐部，他们碰巧在1908年的第一轮联赛中相遇，巴尔曼以24比0获胜。随后，巴尔曼俱乐部在他们任职期间采用了老虎的形象作为徽章，在新南威尔士杯超级联赛中的20个总决赛中赢得了11个冠军，并且成为了NSWRL比赛中的一股强力。然而他们的最后一次取得联赛胜利是在1969年。20世纪90年代，随着许多新的俱乐部的建立，不同的俱乐部在澳大利亚甲级比赛中努力生存的同时也饱受压力。西部老虎这个名字源自西郊喜鹊的绰号和其吉祥物-老虎，这老虎同时也是是巴尔曼的吉祥物。 
在NSWRL赛季内，西郊俱乐部在12次总决赛中赢得了四次胜利。像巴尔曼老虎队一样，西郊喜鹊队在20世纪90年代胜利率惨淡，而且俱乐部的基金会再次面临压力。由于澳大利亚橄榄球联盟的扩张，澳大利亚橄榄球联赛(ARL)在1995年取代了新南威尔士杯超级联赛。
随着由媒体驱动的竞争比赛的建立，俱乐部的压力来源于如何生存并保持其短期的未来。西郊喜鹊队和巴尔曼老虎队都与ARL签约，而参加了1995年ARL比赛中其余的八个俱乐部则与竞争对手超级联赛于1997年签约。在1998年，ARL和超级联赛被统一为全国橄榄球联赛(NRL)。作为ARL和超级联赛交易的一部分，NRL比赛将从1997年两场比赛的二十二支球队减少到十四支球队。由于1998年增加了一支球队，这意味着九支球队将在2000赛季之前被迫退出。

### 基金会
因为NRL确保各队能参加2000赛季，并向合并的俱乐部提供600万澳元的资金支持，许多在生存困境中的俱乐部开始洽谈合并。直到1999年6月，两家俱乐部的董事会才一致投票通过成立合资伙伴关系，组建一支更具竞争力的球队。
在这次合并中，巴尔曼老虎队和西郊喜鹊队各持有新俱乐部50%的股权，并各自获得100股股份。由于西郊喜鹊队在1999赛季表现惨淡，创下了糟糕的战绩，他们只向合并后的球队提供了25名球员中的6名。新董事会由来自两家俱乐部的十名成员组成，巴尔曼老虎队和西郊喜鹊队各占五席。董事会主席每年轮换，首个赛季的主席和首席执行官职位则由西郊喜鹊队担任。

## 外部連結
- 官方網站 （页面存档备份，存于）
- Balmain Tigers Official site （页面存档备份，存于）
- Western Suburbs Magpies Official site （页面存档备份，存于）